# Gharar
Gharar (arabisch غرر, DMG ġarar) ist im Islam das Verbot der Spekulation und der Ungewissheit.

## Allgemeines
Im Islam sowie den Rechtsquellen der Schari'a, Fiqh und Sunna gibt es drei Verbote (Harām), die durch Muslime zu beachten sind. Das absolute Zinsverbot (Ribā) verlangt, dass bei Geschäften keine Zinsen berechnet werden dürfen. Nach Sure 2:279 hat der Kreditnehmer dem Kreditgeber nur das Kapital zurückzuerstatten. Deshalb gibt es keine Kreditzinsen und keine Habenzinsen. Verboten sind auch das Glücksspiel oder die Wette (Maysir, Qimār). „Glücksspiel, Opfersteine und Lospfeile sind nur ein Greuel vom Werk des Satans“ (Sure 5:90). Das dritte Verbot entwickelte sich aus diesen beiden Verboten durch Analogismus (qiyas) und betrifft die Ungewissheit, Gefahr oder Unklarheit von Verträgen (gharar). Verboten sind unbestimmte Verträge, die wesentliche Hauptleistungspflichten offen lassen. Allerdings wirkt Gharar nicht so absolut wie das Zinsverbot, weil Geschäfte des täglichen Lebens oft ein gewisses Restrisiko in sich bergen, das toleriert wird. Das Risiko ist im Islam nicht gänzlich verboten, sondern wird sogar unterstützt.

## Umfang
Im Gegensatz zum Zinsverbot ist Gharar nicht genau definiert. Gharar bedeutet, dass jede Unsicherheit bzw. Unklarheit verboten ist. Verträge müssen frei von jeder Unklarheit und Unsicherheit sein. Ein gewisses Maß an Unsicherheit ist im Geschäftsleben jedoch unvermeidbar und wird daher auch akzeptiert. Nur extremes Gharar, bei dem die Risiken und Unsicherheiten in einem Maße vorhanden sind, dass man sich schon in die Nähe von Wetten oder Glücksspiel begibt, muss vermieden werden. Auch ein Vertrag, der erst durch Eintritt eines in der Zukunft liegenden Ereignisses wirksam werden soll, ist nichtig. Ebenfalls unter Gharar fällt Betrug oder arglistige Täuschung.

## Beispiele
Als typisches Beispiel kann der Verkauf von Fischen dienen, die noch im Meer schwimmen. Einigen sich Fischer (Verkäufer) und Käufer darauf, einen noch zu tätigenden Fischfang zu einem vorab vereinbarten Preis zu verkaufen, so besteht relevantes Gharar. Es könnte nämlich sein, dass der Fischer gar nichts fängt. Einigen sich dagegen Käufer und Fischer drauf, dass der Fischer für die Arbeit eines Tages bezahlt wird, so ist das Gharar eliminiert, denn bezahlt wird für die Arbeitszeit, und beide beteiligten Parteien wissen, was erwartet und bezahlt wird.
Zwar kann der Kauf von Aktien mit Gharar verbunden sein, jedoch nur in bestimmten Fällen, die zu einem Verbot führen. Kauft jemand eine Aktie, so beteiligt er sich an einem Unternehmen als Mitunternehmer zu einem bestimmten Börsenkurs. Es gibt dabei keine Unsicherheit und daher auch kein Gharar. Der Aktionär teilt sich Risiko und Gewinn mit anderen Aktionären, wenngleich eine tolerierte Unsicherheit über die Höhe besteht. Ebenfalls kann man später seine Beteiligung wieder veräußern, auch wenn von Anfang an unklar ist, welcher Verkaufspreis erzielt wird. Von Bedeutung ist jedoch die Art und Weise, wie man handelt. Daytrading ist ein Fall von extremen Gharar, denn nicht mehr die Investition in das Unternehmen mit langfristigen Gewinnaussichten ist entscheidend, sondern das Ausnutzen kurzfristiger Kursschwankungen. Das Gleiche gilt für den Leerverkauf, da man etwas verkauft, das man (noch) nicht besitzt. Der Leerverkauf, alle Derivate und konventionellen Versicherungen gelten als Gharar.

## Islamkonforme Geschäfte
Wer das Verbot des Gharar berücksichtigen will, kann im Rahmen des islamischen Bankwesens oder islamischen Finanzwesens Finanzkontrakte abschließen, die den islamischen Grundprinzipien entsprechen. So gibt es beispielsweise für den extremstem Fall des Gharar, den klassischen Versicherungsvertrag, den islamkonformen Takaful. Das gilt auch für Bankgeschäfte, die vom Girokonto (Wadīʿa) bis zu Finanzierungsinstrumenten Schari'a-konforme Varianten ermöglichen.